# James E. Campbell
Pour les articles homonymes, voir James Campbell et Campbell.
James Edwin Campbell, né le 7 juillet 1843 à Middletown et mort le 18 décembre 1924 à Columbus dans l'Ohio, est un homme politique démocrate américain. Il est le 38e gouverneur de l'Ohio.

## Biographie
Après avoir suivi un cursus en école publique, puis à l'université Miami, James Campbell a rejoint, durant la guerre de Sécession, l'armée de l'Union et plus précisément l'escadre du fleuve Mississippi. Il a servi sur les cannonières Elk et Naiad jusqu'à ce que sa santé ne le rende inapte au combat.
James Campbell entre au barreau en 1865, et commence à pratiquer deux ans plus tard à Hamilton (Ohio). Il épouse Maud Elizabeth Owens le 4 janvier 1870 ; ils auront quatre enfants. À cette époque, il est membre du parti républicain, et vote pour Lincoln et Grant aux élections présidentielles. Après 1872, il devient démocrate.
Entre 1876 et 1880, il est procureur du comté de Butler. Entre 1884 et 1889, il représente le 7e, puis le 3e et enfin de nouveau le 7e district de l'Ohio à la Chambre des représentants.
James Campbell est ensuite élu gouverneur de l'état, fonction qu'il occupe deux ans, entre 1890 et 1892, avant de devoir céder son siège à William McKinley. Durant son mandat, il signe un projet de loi visant à mettre en place le vote à bulletin secret en Ohio. Il participe activement à la lutte contre la corruption du gouvernement de Cincinnati. Cette prise de position lui coûte le soutien d'une partie des démocrates de l'État, et l'empêche d'être réélu. En 1895 il se présente de nouveau à l'élection mais échoue.
Entre 1895 et 1896, il est administrateur de l'université d'État de l'Ohio. Toujours politiquement actif, il est délégué aux conventions nationales démocrates de 1892, 1920, et 1924. Campbell est candidat aux élections du Congrès de 1906, et aux élections sénatoriales de 1908. En 1913, il est administrateur de l'Ohio Historical Society, et en est élu à l'unanimité président du conseil d'administration le 25 septembre 1918. Il le restera jusqu'à sa mort.